# Агнес Бальтса
Агнес Бальтса (грец. Aγνή Mπάλτσα, нар. 19 листопада 1944 року, Лефкада, Греція) — грецька оперна співачка (мецо-сопрано). Закінчила Національну консерваторію Греції.